# Nuévalos
Nuévalos est une commune d’Espagne, dans la province de Saragosse, communauté autonome d'Aragon comarque de Comunidad de Calatayud.

## Histoire

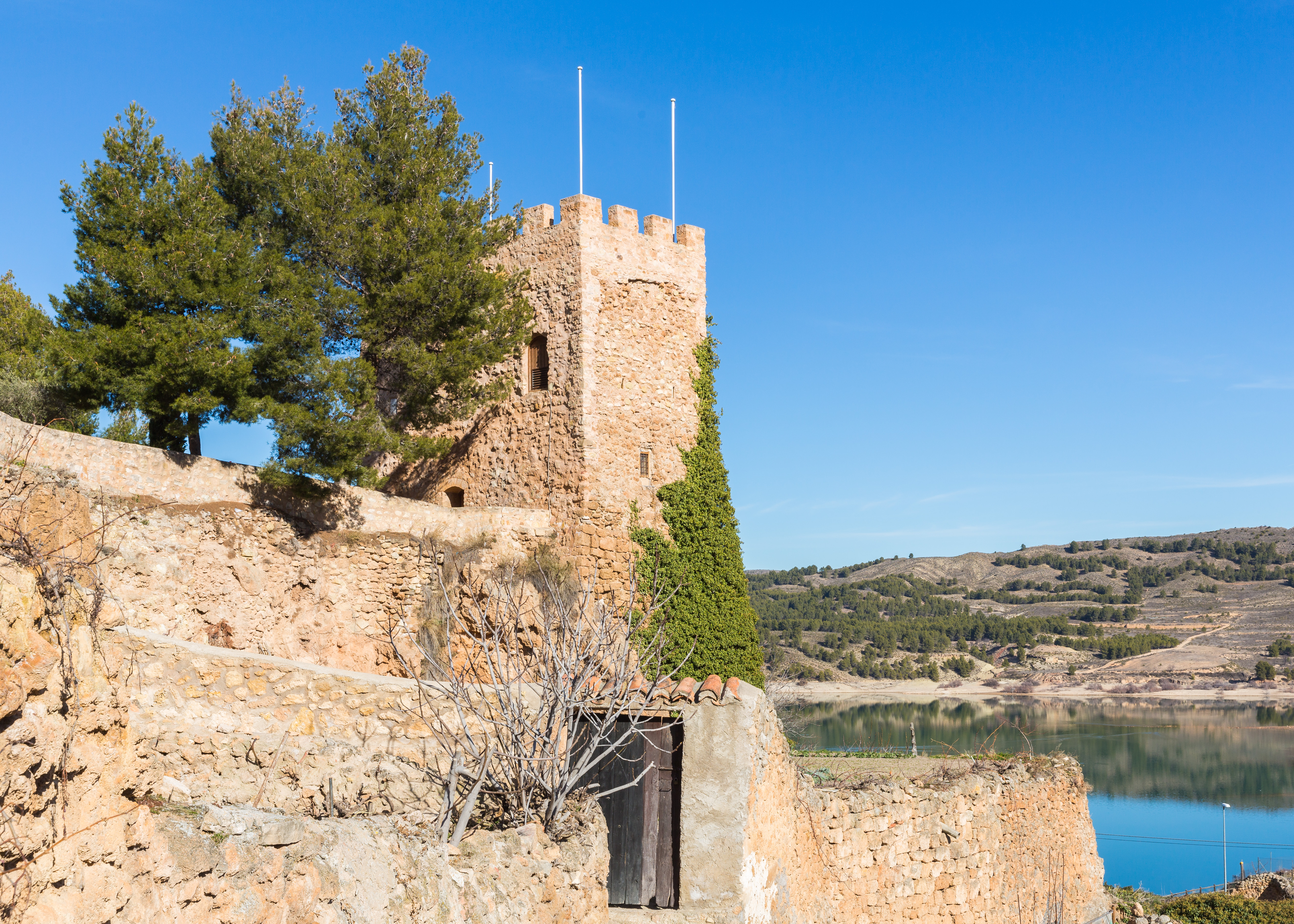
Tour de Nuévalos